# غلوريا بيفان
غلوريا بيفان (بالإنجليزية: Gloria Bevan)‏ (20 يوليو 1911، كالغورلي في أستراليا)؛ كاتِبة وروائية نيوزيلندية.